# Astyanax bourgeti

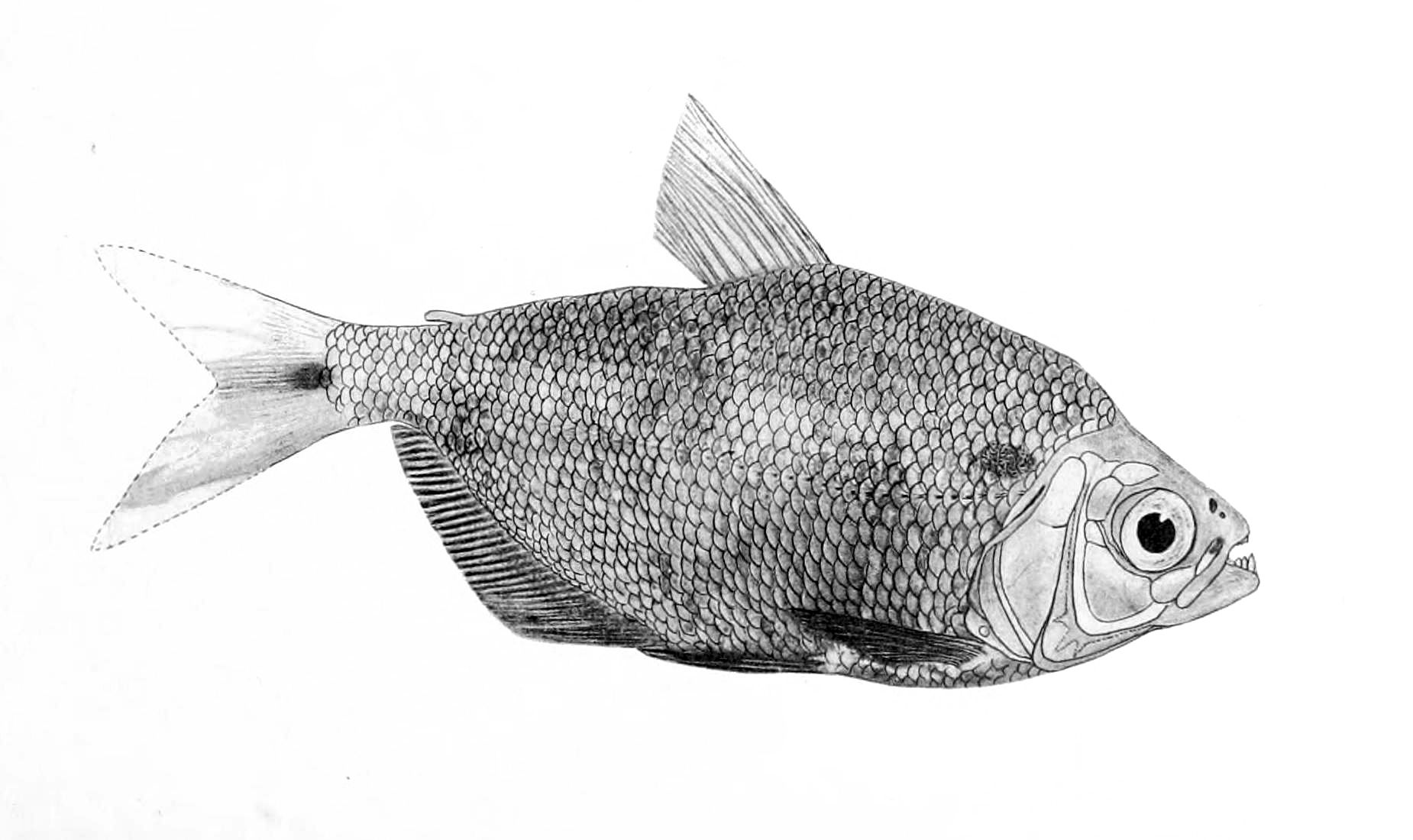
Imatge d'un espècimen de Astyanax bourgeti.

Astyanax bourgeti és una espècie de peix de la família dels caràcids i de l'ordre dels caraciformes.

## Hàbitat
Viu a àrees de clima tropical.

## Distribució geogràfica
Es troba a Sud-amèrica: conca del riu Amazones.